# Mattancherrypalatset

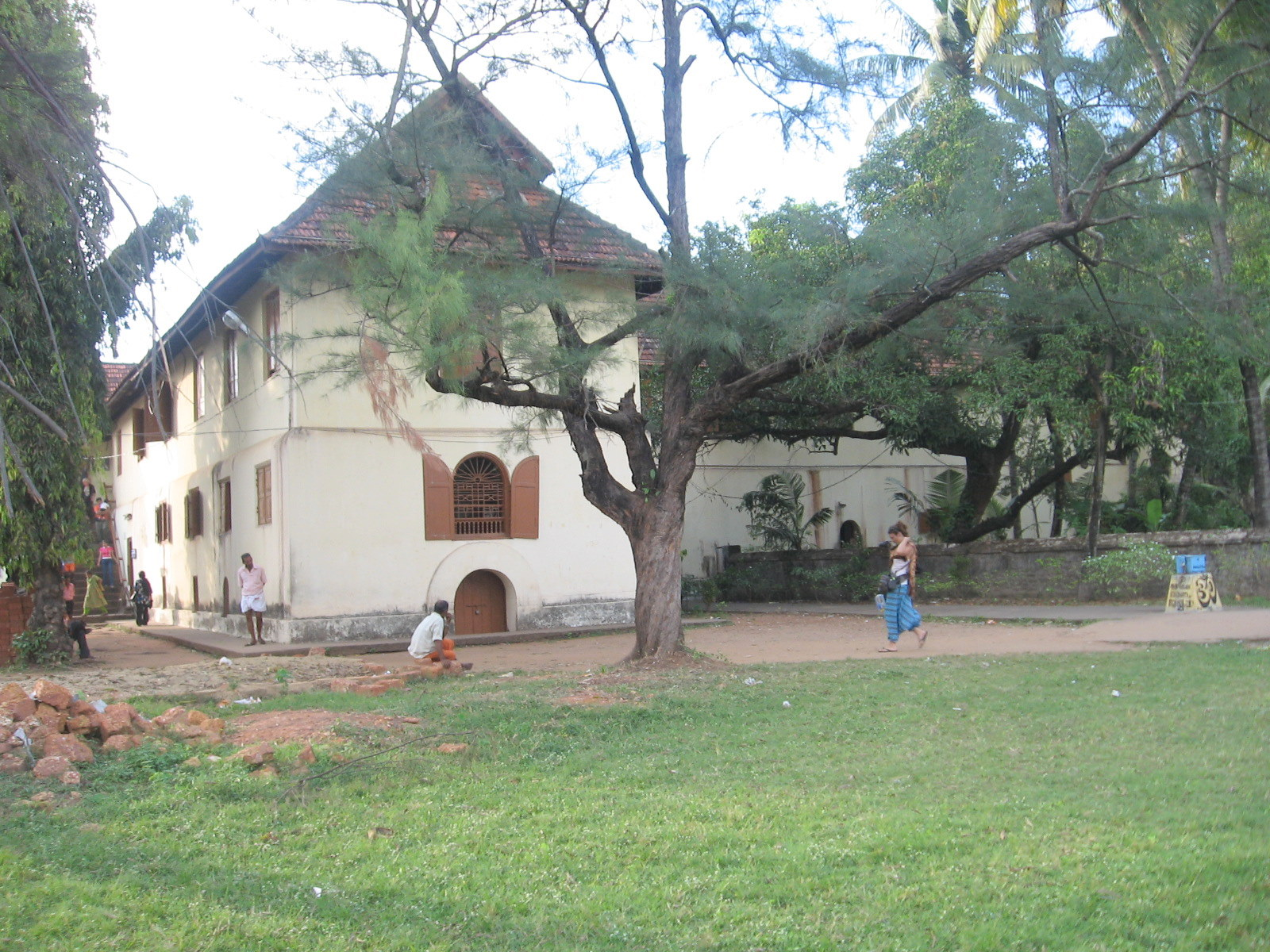
Baksidan av Mattancherrypalatset

Mattancherry Palace i Mattancherry, Cochin, i den Indiska delstaten Kerala med muralmålningar med Hinduisk tempelkonst, porträtt och utställningar om rajorna i Cochin.
Sedan 3 juli 1998 är palatset uppsatt på Indiens tentativa världsarvslista.

## Historia
Mattancherrypalatset med dess medeltida charm ligger på Palace Road i staden Mattancherry, Cochin. Det byggdes av portugiserna och presenterades för Veera Kerala Varma (1537–65), Cochins raja, år 1555. Holländska Ostindiska Kompaniet genomförde en del utvidgningar och ombyggnader av palatset 1663, och kallades sedan Holländska palatset. Rajorna gjorde också förbättringar på byggnaden. Idag har palatset ett porträttgalleri av Cochins rajor och är känd för några av de bästa mytologiska muralmålningarna i Indien, som är i den Hinuisk tempelkonstens främsta traditioner. The palace was built to appease the king after they plundered a temple nearby.
Vasco da Gamas landstigning i Kapadu 1498 välkomnades av Cochins styrande. De gavs exklusiva rättigheter att bygga fabriker. Portugiserna avvisade de återkommande attackerna från Saamoothiri och Cochins rajor blev i praktiken vasaller till portugiserna. Portugisernas påverkan ersattes av holländarna när de tog över Mattancherry 1663. Därefter togs området över av Hyder Ali och ännu något senare av Brittiska Ostindiska Kompaniet

## Palatset
Palatset är en rektangulär byggnad uppförd i Nālukettustil, Keralas traditionella arkitekturstil, med en gårdsplan i dess mitt. På gårdsplanen står ett litet tempel tillägnad 'Pazhayannur Bhagavati', Cochinsläktens skyddsgudinna. På var sida om palatset finns också tempel. Det ena är tillägnat Krishna och det andra Shiva. Vissa element i arkitekturen såsom bågarnas utseende och proportionerna i kammarna visar på Europeiska influenser.
Matsalen har snidade träornamentstak dekorerade med en serie mässingsskålar. Palatset har även ovanliga exempel på traditionella Keralagolv, som ser ut som polerade svart marmorgolv men egentligen är täckta av en blandning av brända kokosnötsskal, träkol, lime, växtsafter och äggvita.

## Muralmålningar

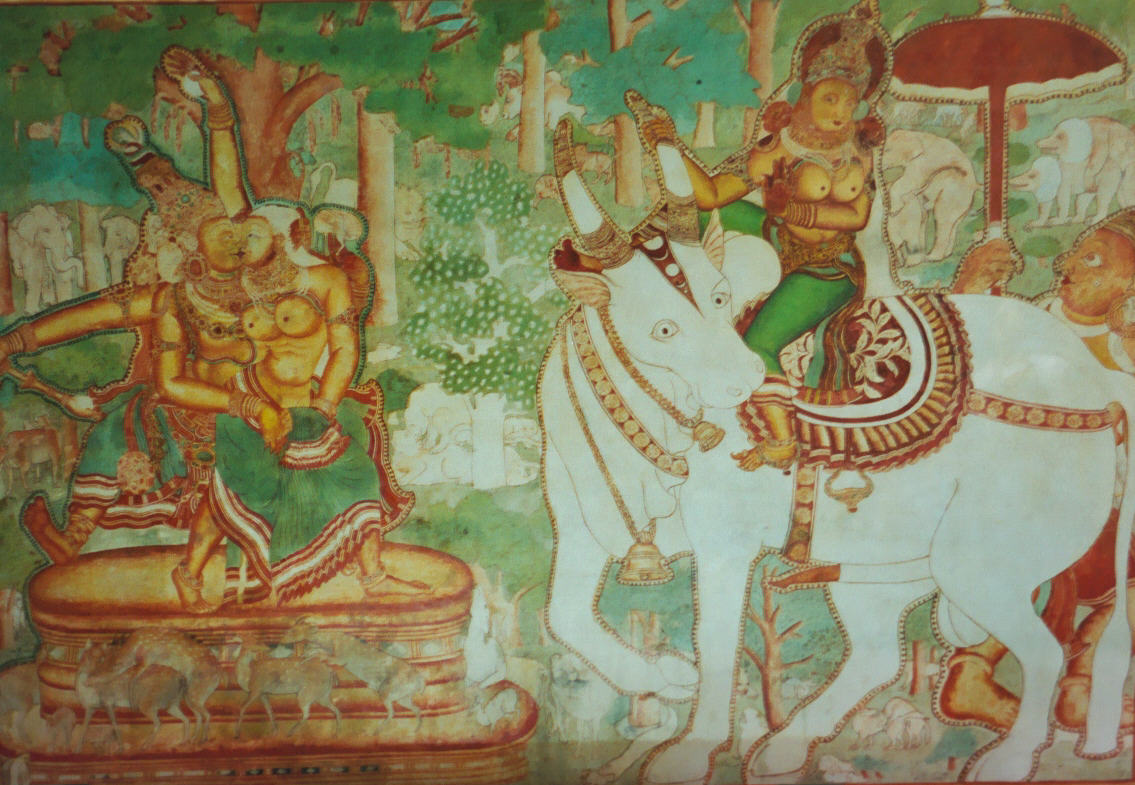
Flera målningar utgörs av religiösa Hinduistiska motiv.

Palatsets storhet vilar på det stora antalet muralmålningar, genomförda enligt den hindusiska tempelkonstens främsta traditioner. Målningarna har målats i starka varma färger med temperateknik.
Kungens sovkammare eller Palliyara till vänster om ingången ockuperar palatsets sydvästra hörn. Här kan man notera dess långa trätak och 300 kvadratmeter väggyta täckt med omkring 48 målningar. Dessa avbildar Ramayana, från början av offrandet av Dasaratha till Sitas återkomst från fångenskapen i Lanka. Målningarna i denna del är de tidigaste i palatset och daterar sig till 1500-talet. De sista fem scenerna är från 'Krishna Lila'. Målningarna är tillskrivna den Veera Kerala Vermas konstnärliga sinne.
Övervåningens rum, särskilt kröninssalen som utvidgades under holländskt beskydd, har en del muralmålningar. De kända kompositionerna i denna del är - Lakshmi sittande på lotus, den sovande Vishnu (Ananthasayanamurti), Shiva och Parvati sittande med Ardhanariswara och andra gudinnor, kröningen av Rama samt Krishna som lyfter Govardhanabergen.
På kröningssalens motsatta sida finns trapphuset eller Kovinithalam (rum nr II), med en trappa ner till den nedre våningen där det finns fyra målningar av Shiva, Vishnu och Devi och en ofullständig. I rum nr IV avbildas scener från Kumarasambhava  och andra arbeten av den ståra Sanskritpoeten Kālidāsa. De senare målningarna skapades på 1700-talet.

## Andra utställningar
Porträtt av rajan Cochin, från 1864 och framåt, visas i vad som en gång var Kröningssalen. Dessa målades av lokala konstnärer i västerländsk stil. Innertaket i salen är dekorerad med snidade blomstermönster i trä.
Bland andra utställningar i palatset finns en elfenbenspalankin, en howdah, kungliga paraplyer, ceremoniella kläder använda av högheten, mynt, frimärken och teckningar.

## Restaurering
1951 restaurerades Mattancherrypalatset och förklarades vara ett centralt skyddat monument. Palatset genomgick 2007-2009 en andra restaurering av Archaeological Survey of India. Palatset är ett arkitektoniskt mästerverk som visar upp en blandning mellan den koloniala arkitekturen och arkitekturen i Kerala. Restaureringens mål är att kunna vissa upp byggnadens verkliga storhet. Arbetet pågick mellan 2007 och 2009.